# Santo Domingo, hablar con Dios y de Dios (Película para la televisión) 2022

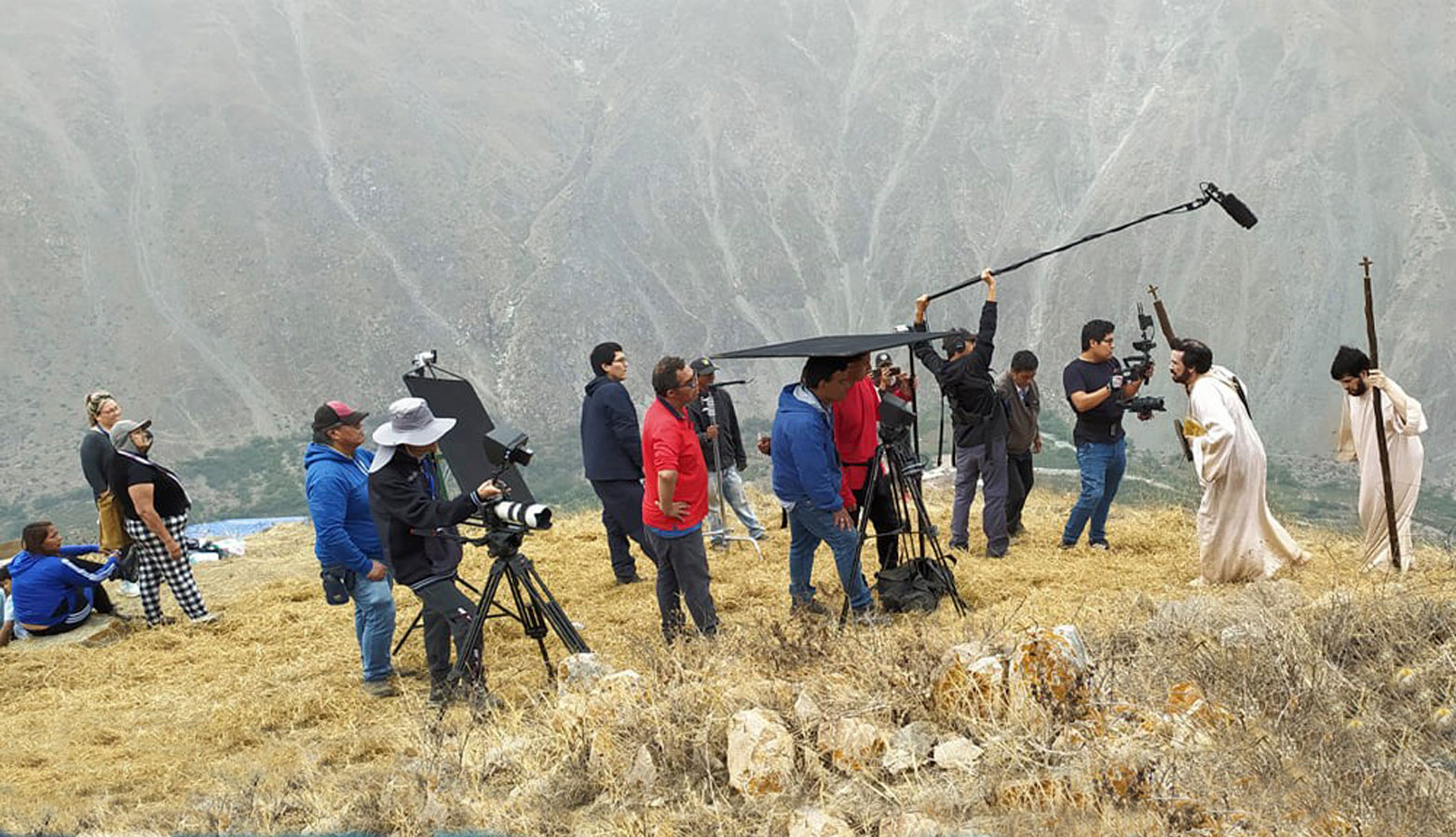
Filmación de la película "Santo Domingo, hablar con Dios y de Dios". Escena filmada en Acos, Huaral, Perú. Noviembre de 2021.

Santo Domingo, hablar con Dios y de Dios es una producción para la televisión acerca de la vida y obra de Santo Domingo de Guzmán (Caleruega 1170 – Bolonia 1221), santo español fundador de la Orden de Predicadores (Dominicos).
Es una coproducción realizada entre los años 2021 y 2022 por el canal católico EWTN (Eternal Word Television Network) y la productora peruana Azul Corporación.

## Argumento
Esta producción narra importantes episodios de la vida del santo ocurridos entre los siglos XII y XIII, cuando Domingo y la naciente Orden de los Predicadores buscan evangelizar a las personas que pertenecían al movimiento religioso conocido como “catarismo”, arraigado en la región francesa de Languedoc.

## Guion y Producción
El guion y la dirección general de “Santo Domingo, hablar con Dios y de Dios” estuvieron a cargo del cineasta peruano-español Rubén Enzian Rodríguez 
, quien ha dirigido las miniseries para la televisión de la vida de Santa Rosa de Lima y de San Martín de Porres (segunda temporada de la Serie de los Santos Peruanos, 2018).

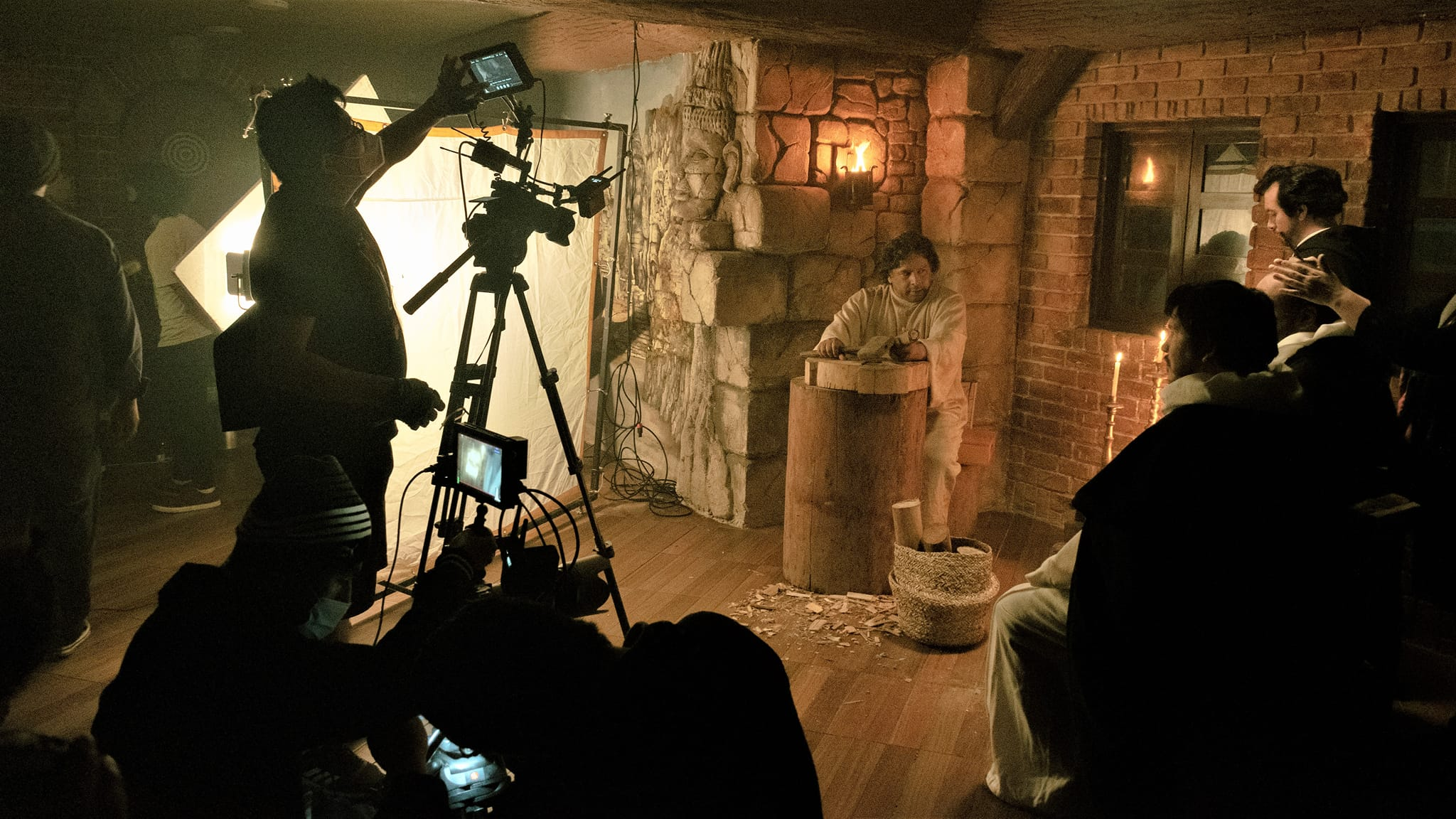
Filmación de una escena de la película "Santo Domingo, hablar con Dios y de Dios", realizada en el Castillo de Chancay, en la provincia de Huaral, Perú. Noviembre de 2021.

La película tiene una parte ficción y otra parte documental. Las escenas que narran la vida de Santo Domingo fueron grabadas en diversas ciudades del Perú (Lima, Chancay y serranías de la provincia de Huaral), mientras que la parte documental se desarrolló en España, Francia e Italia, con la participación de expertos e historiadores, recorriendo todos los lugares en donde estuvo Santo Domingo y que poseen un gran significado histórico y religioso para la Orden Dominica. Entre las principales locaciones incluidas en el documental están:
- España: Caleruega, Gumiel de Izán, Monasterio de Santo Domingo de Silos (Burgos), Nuestra Señora de Atocha (Madrid) y la Cueva de Santo Domingo (Segovia), así como la catedral de la Asunción de El Burgo de Osma en la provincia de Soria, los pueblos de Haza y Guzmán en la provincia de Burgos y la ciudad de Palencia en la provincia del mismo nombre (en Castilla y León).
- Francia: Fanjeaux (departamento del Aude), Prouille (monasterio de Nuestra Señora de Prouille), Toulouse (convento de Santo Tomás de Aquino, Convento de los Jacobinos, Maison Seilhan) y Carcassonne en la región de Languedoc.
- Italia: Roma y Bolonia.

## Historiadores y expertos

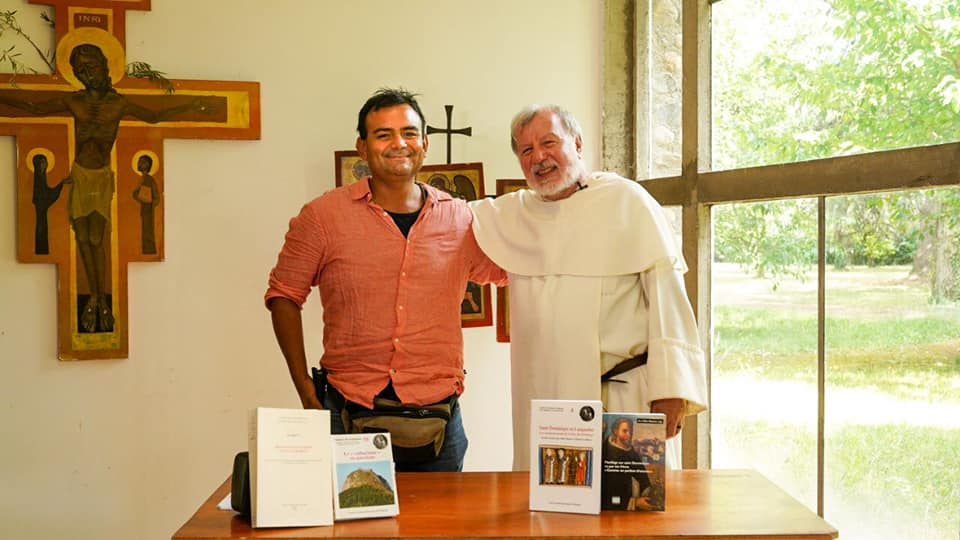
El director Rubén Enzian y Fray Gilles Danroc OP, en el Convento Dominico de los Jacobinos en Rangueil, Toulouse, Francia. 5 de junio de 2022. Entrevista realizada para el documental ficción "Santo Domingo, hablar con Dios y de Dios".

Entre los religiosos, historiadores y expertos entrevistados para el desarrollo de la parte documental, se contó con el aporte de: 
- Fray Arsenio Gutiérrez, OP, Convento de Santo Domingo de Guzmán de los Frailes Dominicos en Caleruega, España.
- Fray Luis Miguel García Palacios, OP, historiador y Prior del Convento Dominico de San Pablo, en Palencia.
- Sor María de la Iglesia – Priora del Monasterio Santo Domingo del Real en Madrid.
- Fray Jesús Díaz Sariego, OP, Prior Provincial de Hispania, en Real Basílica de Nuestra Señora de Atocha, Madrid.
- Fray Iván Calvo, OP – Prior del Convento Nuestra Señora de Atocha en Madrid.
- Padre Santiago Cantera Montenegro, historiador y Prior de la Abadía Benedictina de la Santa Cruz del Valle de los Caídos, Madrid.
- Fray Ismael González Rojas, O.P., doctor en Teología, Segovia, España.
- Jesús Alonso Romero, Doctor en Historia del Arte, Castilla y León.
- R.P. Francisco Olalla Aguilera, CP.
- R.P. Fr. Gilles Danroc OP, en el Convento Dominico de los Jacobinos en Rangueil, Toulouse, Francia.
- Fray Gilles Marie
- François Daguet
- Fray Alessandro Matteo Biasibetti, OP.
- Fray Máximo Mancini, OP, historiador italiano experto en la vida de Santo Domingo y en la historia de la Orden de los Predicadores. Convento de Santa Sabina, en Roma.

## Elenco

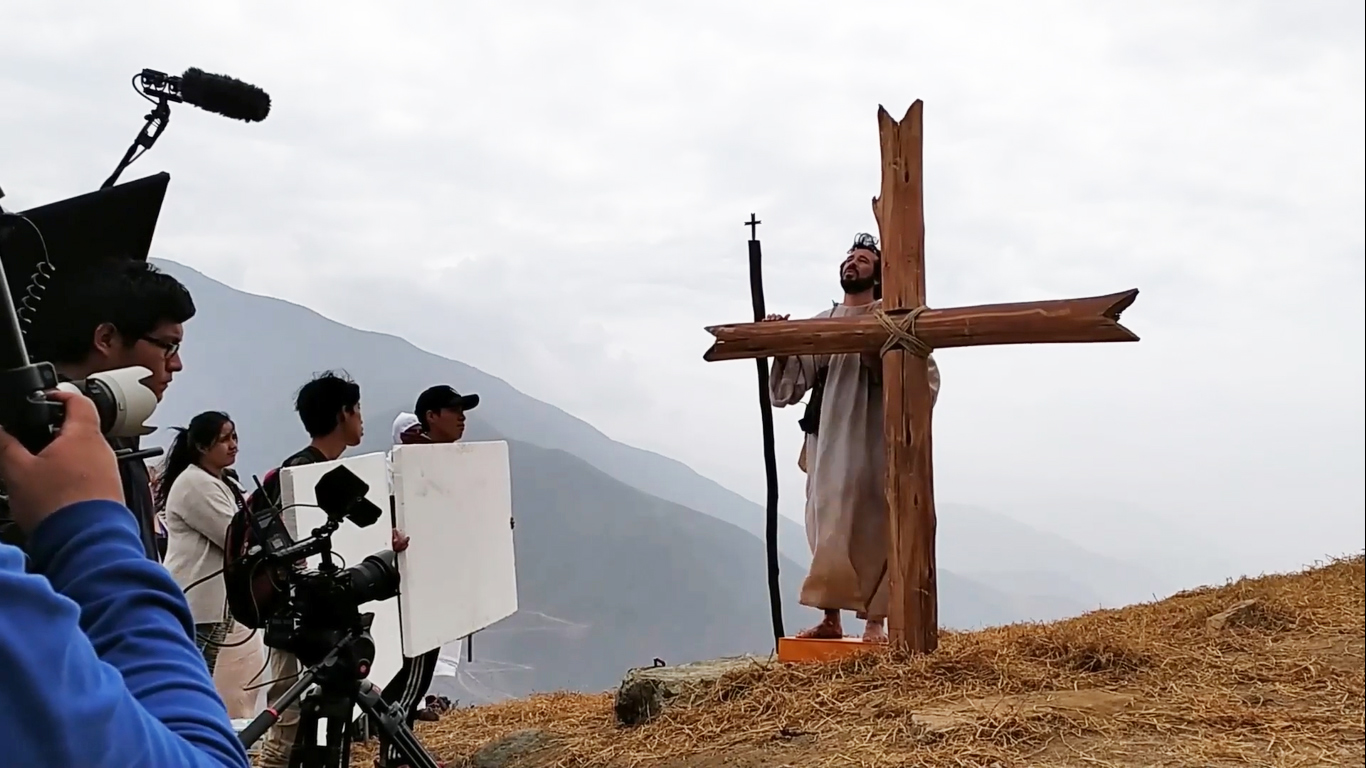
El actor peruano Claudio Calmet interpretando a Santo Domingo de Guzmán. Escena realizada para la película "Santo Domingo, hablar con Dios y de Dios" en San Miguel de Acos, Huaral, Perú. Noviembre 2021.

Para el desarrollo de las escenas ficcionadas, se contó con las actuaciones de Claudio Calmet (como Santo Domingo de Guzmán), Milagros López Arias (como Juana de Aza), Pedro Olórtegui, Rafael Sánchez, Fernando Cortez, Fernando Pasco, Jesús Pássara, Renzo Cafferata, Juan Francisco Barreto, Bruno Balbuena, entre otros destacados actores peruanos.

## Estreno
Diciembre 2022 por la plataforma de contenido en línea FamFlix. https://www.famflix.mx
Duración: 1 hora con 28 minutos. 